# Destrucción de Pompeya

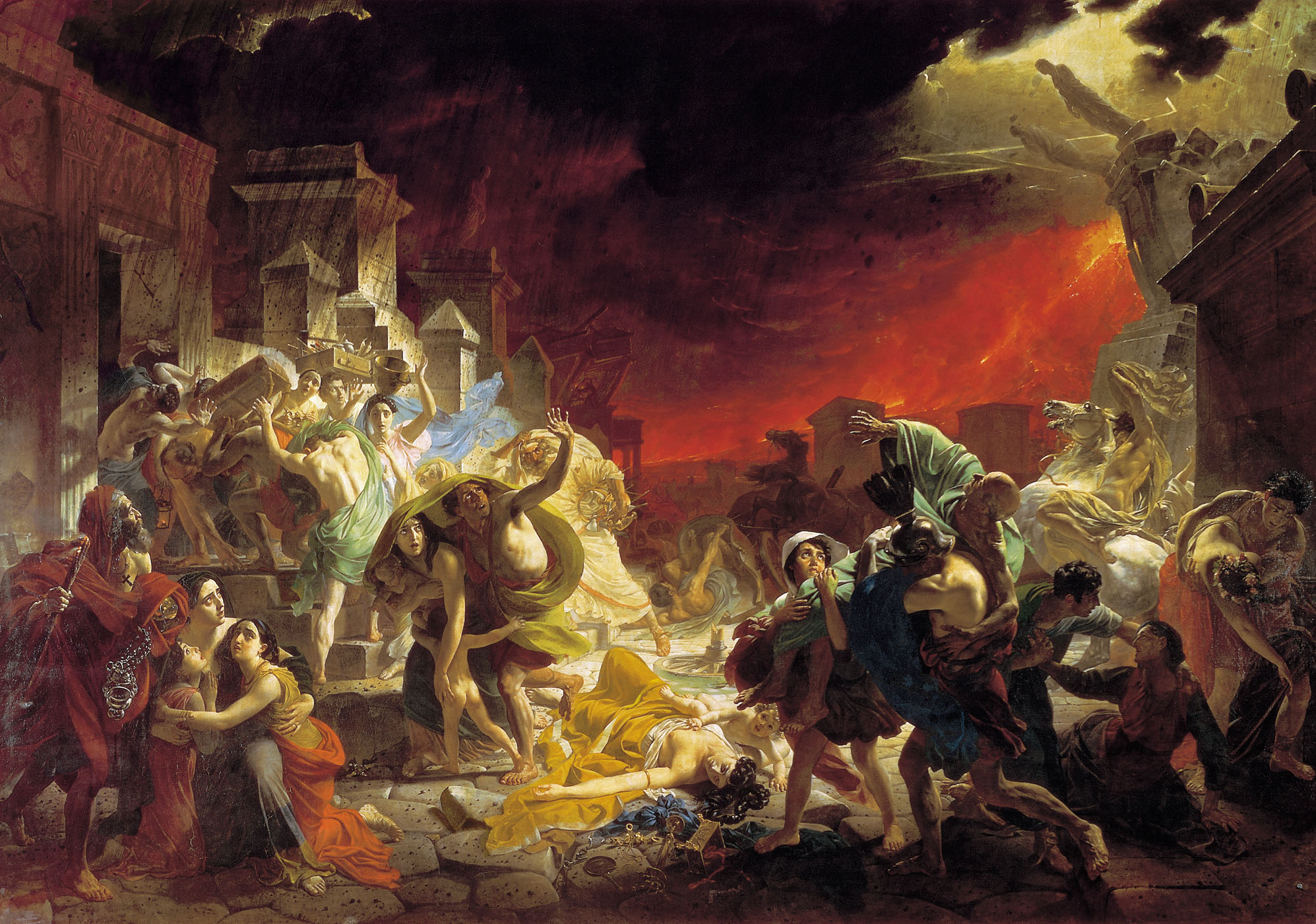
El último día de Pompeya, obra realizada por Karl Briulov entre 1830 y 1833. Óleo sobre tela de 456.5 x 651 cm. exhibido en el Museo Estatal de San Petersburgo, Rusia.

La destrucción de Pompeya fue consecuencia de la enorme cantidad de cenizas volcánicas, piedras pómez, y otros productos volcánicos, acumulados dentro y sobre esta ciudad romana, con origen en la erupción del volcán Vesubio del año 79 d. C.
En efecto, durante dicha erupción volcánica de tipo pliniano, fueron enterradas bajo una gran cantidad de cenizas y otros elementos expulsados por el Monte Vesubio, tanto Pompeya como las cercanas ciudades de Herculano, Oplontis, y Estabia. Esta catástrofe natural seguramente causó gran cantidad de víctimas humanas, muy probablemente varios miles.
Existen dudas sobre el momento exacto del inicio de la erupción, y las dos fechas que se manejan con más frecuencia como las más probables, son el 24 de agosto del año 79 d. C. y el 24 de octubre de ese mismo año.

## Fecha de la catástrofe
Durante largo tiempo se estableció que la fecha de la erupción fue el 24 de agosto del 79 ya que la mayoría de los manuscritos de Plinio hacían pensar en esta posibilidad. Sin embargo, otras fuentes de la época citan fechas diferentes y ligeramente posteriores. Particularmente en una de esas fuentes por ejemplo, se afirma que el desastre ocurrió nueve días antes de las calendas de noviembre (nuestro actual 1 de noviembre). Esta fecha alternativa del 24 de octubre del año 79 d. C. se tomó como incorrecta durante largo tiempo, sin embargo en ciertos estudios más recientes algunos historiadores han mostrado gran interés por ella debido a la existencia de ciertos indicios y signos, cada vez más numerosos, que hacen pensar que la erupción ocurrió en otoño; dos dolia (en español: grandes ánforas) parecían contener mosto de vino de uvas recién prensadas, y además, los braseros estaban funcionando el día de la erupción, y la vegetación —nueces, higos…— también indicaba el otoño. Según recientres trabajos de investigación, en particuliar los de la arqueóloga italiana Grete Stefani, asimismo hacen pensar que la erupción ocurrió en otoño. Además, en 1973 se encontró una moneda en la llamada 'Casa del brazalete de oro' (o 'Casa de la pulsera de oro'), que data del decimoquinto saludo imperial de Tito, el que necesariamente fue posterior al inicio de septiembre del año 79, lo que también apoya esta datación.

## Etapas del desarrollo de la erupción

Región afectada por la caída de piedras pómez, en derredor del Monte Vesubio.

Los únicos testimonios directos de los que se tiene noticia sobre este desastre natural, son dos de las cartas escritas por Plinio el Joven, en respuesta a una solicitud de su amigo Cornelio Tácito. En esas cartas, se relata la propia experiencia de quien escribió esas misivas, en relación con la erupción volcánica, y a las circunstancias de la muerte de su tío Plinio el Viejo, quien acudió a la zona del Monte Vesubio para observar el fenómeno desde más cerca, y probablemente también para ayudar a los amigos a escapar de esas zonas en peligro. En esas misivas, en esos escritos, no se hace referencia directamente a la suerte de la propia ciudad de Pompeya. Así que a la hora actual, y a efectos de mejor poder reconstruir los dramáticos acontecimientos vividos por esos grupos poblados y por sus habitantes, las informaciones generales históricas debieron ser complementadas por el análisis estatigráfico de los depósitos observados en la propia ciudad, así como por los resultados obtenidos por ciertas excavaciones arqueológicas y por el estudio de erupciones modernas comparables, como la del Monte Santa Helena de 1980 y la del Pinatubo de 1991.

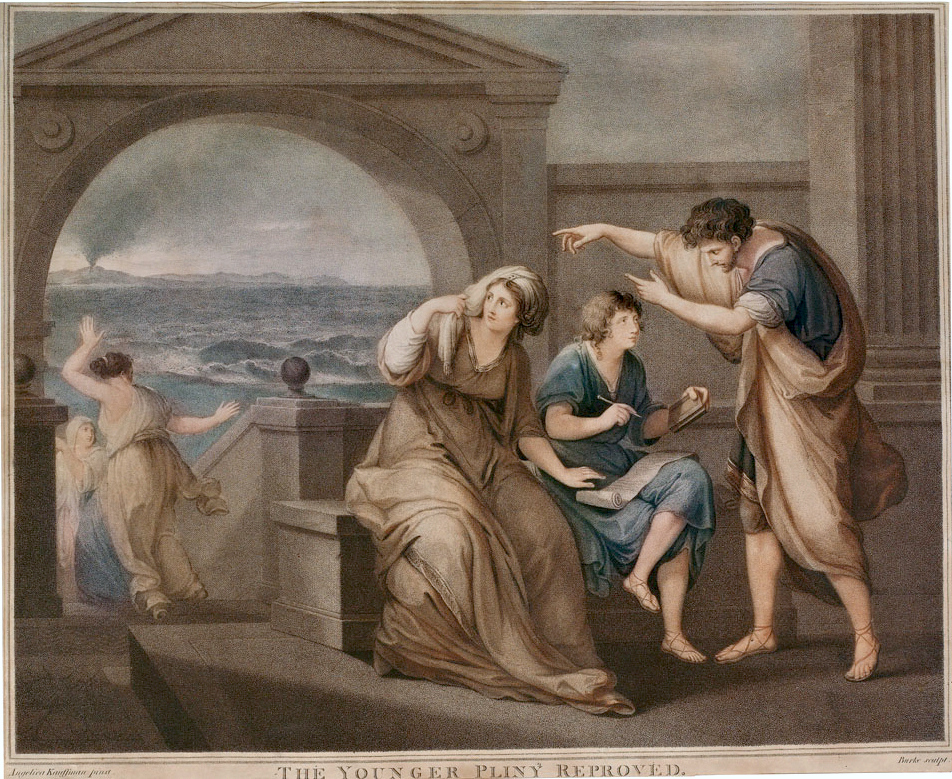
Pintura al óleo de 1785 de Angelica Kauffmann, donde se representa a Plinio el Joven y a su madre en Miseno, y en donde se observa al sobrino de Plinio el Viejo registrando los acontecimientos que rodearon la erupción del Vesuvio del año 79 d. C.

Razonemos en primer lugar, pensando en la hipótesis de la datación tradicional, y complementando lo que se sabe a través de los testimonios de la época romana que han llegado a nuestros días, con lo que puede observarse en las propias ciudades sepultadas y en las zonas aledañas. El 24 de agosto del 79 de nuestra era, Plinio el Viejo y su sobrino Plinio el Joven se encontraban en Miseno, que en ese entonces era el puerto que albergaba a la flota romana.
En Pompeya, ese día comenzaba normalmente. En lo que hoy día llamamos 'Casa de los Pintores al trabajo' o 'Casa de los Pintores que trabajaban', un equipo de obreros comenzaba tranquilamente con las tareas planificadas para esa jornada, cubriendo una pared con yeso fresco, mientras que el pictor imaginarius trazaba el esbozo de la pintura que pensaba realizar. En un determinado momento que podemos situar entre las diez de la mañana y el mediodía, las tareas de estos trabajadores se vieron abruptamente interrumpidas, probablemente por una serie de explosiones freatomagmáticas que seguramente acompañaron el inicio de la erupción del Vesubio. Después de una sacudida, un pintor encaramado en un andamio, dejó caer un recipiente de cal, cuyo contenido salpicó y ensució la pared, lo que pudo ser constatado por los arqueólogos diecinueve siglos más tarde. Mientras tanto en Miseno, ninguno de estos particulares acontecimientos fueron advertidos ni por Plinio el Viejo ni por su sobrino, quienes en esos primeros instantes permanecieron totalmente ajenos a la catástrofe que se avecinaba y a los acontecimientos que se sucedían en el área pompeyana.
Pero hacia la hora 13 de esa jornada, en momentos que el tapón de lava que bloqueaba la chimenea del Vesubio acababa de saltar por los aires, la esposa de Plinio el Viejo, señaló a los presentes lo que estaba observando, una enorme formación oscura sobre la bahía de Nápoles. Y según los escritos dejados por Plinio el Joven, allí también presente, estas emanaciones que seguramente comenzaron siendo inicialmente no muy abundantes, con el paso del tiempo fueron adquiriendo una forma que se asemejaba a un paraguas de pino ; debido a este antecedente, es que a partir del siglo XX, a esta formación característica de este tipo de erupción volcánica se la llamará « penacho pliniano ».

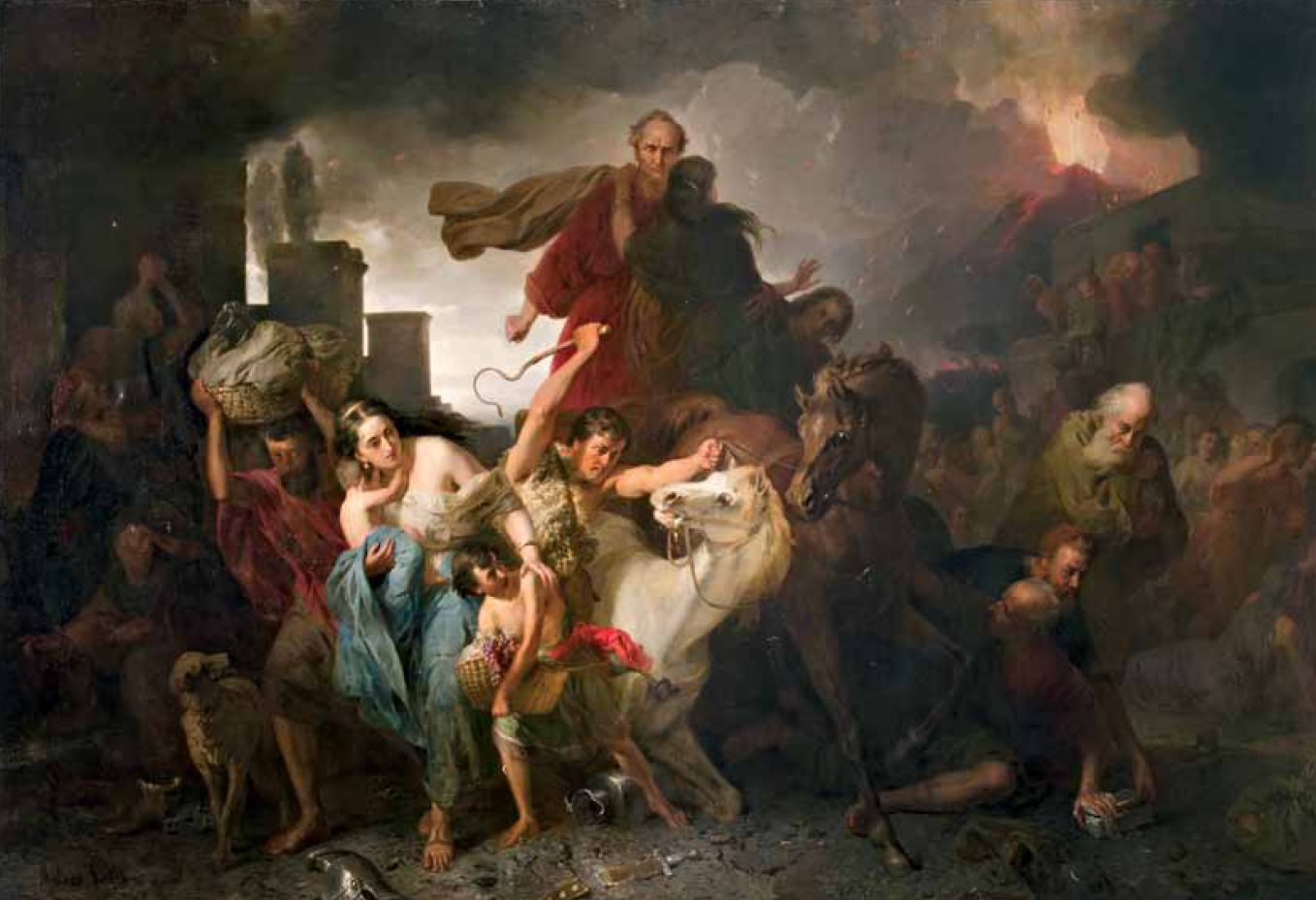
Pintura del año 1876 del artista húngaro József Molnár, uno de los numerosos cuadros del, inspirados en la catástrofe de Pompeya del 79 d. C.

Esta especie de penacho o pluma de singular aspecto, estaba constituido por materias volcánicas y gas, materiales más livianos que el aire, y por ello, estas emanaciones comenzaban como una columna que se elevaba y agrandaba — alcanzando según se ha estimado hasta 32 km de altura—, y hasta que la diferencia de densidades entre lo correspondiente a este efluvio con el del aire circundante se hacía muy pequeño, lo que propiciaba que estos materiales se extendieran lateralmente, tomando esta forma achaparrada característica, observada y muy bien descripta por Plinio. Con posterioridad y poco a poco, estas emanaciones fueron arrastradas por los vientos dominantes, en dirección sureste, y hacia la zona donde se encontraba la ciudad de Pompeya.
Intentemos reconstituir aquí, en las próximas líneas, lo que debe haber pasado entonces en Miseno, y en especial, tratemos de pensar cuál fue la actitud principalmente asumida por los dos Plinio, o sea, por Plinio el Viejo y su sobrino. Inicialmente, quienes allí se encontraban, probablemente observaron con estupor y curiosidad lo que estaban observando que pasaba en el Monte Vesubio, y cierto tiempo después, tenemos noticia de que Plinio el Viejo recibió un pedido de ayuda de una tal Rectina, cuya casa se encontraba « en la playa ». Y tal como ha quedado escrito en una obra de historia natural, Plinio ordenó preparar una galera, para con ella atravesar la bahía, pues así podría intentar socorrer a Rectina de alguna forma, a la vez que podría observar de más cerca lo que estaba ocurriendo.
La localización de la vivienda de Rectina, ha sido objeto de diversas especulaciones; algunos investigadores han señalado la posibilidad de que la misma se encontrara en los alrededores de Herculano — aunque llama la atención que Plinio el Joven no haya mencionado jamás a esta ciudad en sus cartas — mientras que otros historiadores se inclinan a pensar que dicha vivienda se ubicaba en algún lugar cercano a Pompeya. De todas maneras, y como gran cantidad de cenizas cayeron sobre los puentes de los navíos fletados por Plinio el Viejo, y además, caían también gran cantidad de piedras pómez, dificultando las maniobras, se decidió enfilar hacia Estabia para así encontrarse con otro conocido habitante de la zona, Pomponiano.
Gracias a estudios estratigráficos, sabemos actualmente que en el curso de las primeras siete horas de la erupción, gran cantidad de piedras pómez blancas cayeron sobre Pompeya, cubriendo la misma a un ritmo de 15 cm por hora, y acumulándose, formando una capa de entre 1.30 y 1.40 m. Pero hacia la hora 8 de esa tarde, la composición del magma se modificó, y una lluvia de piedras pómez
cada vez más « grises », se abatió sobre Pompeya. Así, el espesor total de la capa de piedras pómez de los diferentes colores que cubrió Pompeya, alcanzó aproximadamente los 2.80 metros. La consistencia de estas piedras pómez por cierto es variable. Si bien las « bombas volcánicas » pueden matar, los lapilli son muy livianos, y tienen un tamaño comprendido entre 2 y 64 mm, por lo que difícilmente pueden causar un daño grave. Por el contrario, la acumulación de estos materiales livianos sobre los techos de las construcciones, puede provocar que los mismos se derrumben y se aplasten. Con facilidad es bien posible figurarse que con gradualidad en el tiempo, esta situación pudo dificultar y limitar los movimientos de los habitantes que trataban de escapar de Pompeya y de sus alrededores. Aunque los lapilli son livianos, es posible imaginarse que algunas personas como Plinio el Viejo y sus compañeros, que deben de haber puesto ropas y tejidos en sus cabezas y en sus bocas y narices para protegerse del polvo y de los productos de la erupción volcánica, a la larga deben de haber terminado por sofocarse. Además, seguramente debe de haber sido cada vez más difícil de desplazarse, a medida que los vapores y el humo volcánico oscurecían la luz del Sol, acompañado ello con temblores sísmicos que seguramente también deben de haberse producido. Y Plinio el Joven debe de haber experimentado situaciones similares en Miseno al día siguiente.
Y quienes resultaron afectados por este tipo de circunstancias durante el desarrollo de la erupción del Vesubio del año 79 d. C. seguramente reaccionaron de manera variada. Algunas familias posiblemente pensaron que era aconsejable refugiarse en las bodegas de sus respectivas casas, esperando que el fenómeno pasara, decisión que les resultó fatal, ya que la capa de piedras y de otros productos no cesaba de acumularse sobre ellos… Así, al no salir de sus refugios, finalmente perecieron todos asfixiados, ya que después de algunas horas, el espesor de la capa de materiales volcánicos que se encontraba sobre ellos resultó ser muy considerable, lo que provocó que los techos de las casas se derrumbaron, matando a quienes creyeron que sus respectivos hogares sería un lugar adecuado que les protegería.

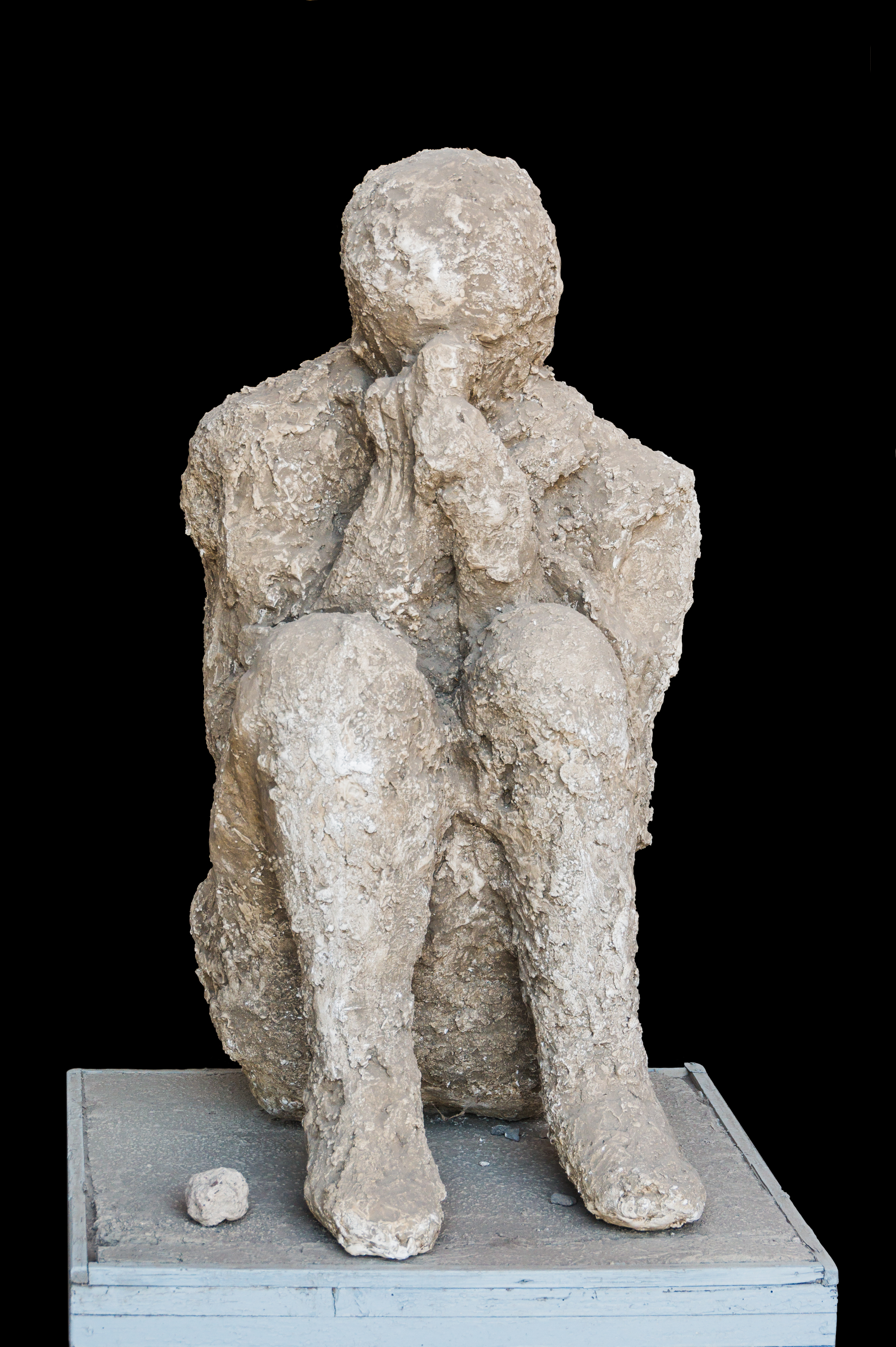
Pompeya, Italia: Moldeado en yeso de la llamada "víctima sentada" de la erupción del Monte Vesubio del año 79 d. C.

La segunda fase — la más destructiva — comenzó en la mañana del segundo día, cuando la columna eruptiva ya no pudo soportar la carga de fragmentos en suspensión, y se derrumbó sobre sí misma, dando lugar a flujos más o menos densos de materiales incandescentes y gases a lo largo de los flancos del volcán, llamados « nubes ardientes o colada piroclástica ». En realidad, la destrucción importante ya había comenzado unas horas antes, hacia la una de la mañana, cuando Herculano, un pequeño pueblo costero al oeste de Pompeya, fue prácticamente borrado de la faz de la Tierra, por las dos primeras escorrentadas, aunque éstas no afectaron a la propia ciudad de Pompeya.
Este fenómeno fue observado y fotografiado en detalle por primera vez, en oportunidad de la erupción del Monte Pelée en 1902.
Pero interrumpamos aquí la reconstrucción de lo que se vivía y pasaba en Pompeya y las zonas más cercanas, para pasar a describir lo que ocurría con Plinio el Viejo y su entorno, en la villa de Pomponiano en Estabia.
Desde allí, Plinio el Viejo observaba las columnas de fuego que se desarrollaban sobre los flancos del Monte Vesubio, todo lo que seguía con curiosidad e interés. Así, observó sin duda los acontecimientos que pronto destruirían completamente a Herculano, pero al cabo de cierto tiempo, el cansancio le rindió y se quedó dormido. Contrariamente a los marinos y a otras personas de este grupo, Plinio el Viejo pasó una buena noche, y hacia la mañana, fue despertado por sus amigos, ya que las cenizas y las piedras que también caían sobre esa zona, podían tal vez dejarlo encerrado en su cuarto.
Por su parte, Plinio el Joven se quedó en Miseno, soportando numerosos temblores que le hicieron pasar muy mala noche, y que le llevaron a dejar registrado el siguiente comentario:

Cita : « … il y a eu des nombreuses secousses si fortes, que tout semblait non plus bouger, mais se renverser … »
Traducción de la cita : « … hubo tan fuertes temblores y explosiones, que todo no solamente parecía moverse, sino también voltearse o ponerse del revés … »

Al alba, varias erupciones volcánicas de gases turbulentos y fragmentos de roca fueron expulsadas del Monte Vesubio durante algunas erupciones volcánicas. Estas emanaciones llamadas oleadas volcánicas (en inglés: pyroclastic surge) o también oleadas piroclásticas, son emanaciones ardientes de gran volumen que resultan del colapso total o parcial de una pluma volcánica.
Esta especie de aerosol volcánico se distingue de las nubes ardientes por una composición más diluida, una dinámica más turbulenta y generalmente una velocidad más alta, pero sobre todo por una extensión mucho mayor del fenómeno en el relieve, ya que una oleada volcánica típica emitida desde la parte superior de un volcán irradia sobre todos sus flancos, cubriéndolos completamente, y recorriendo mucho más fácilmente la topografía.
La primera de estas emanaciones llamadas oleadas volcánicas, fluyó por las laderas del Vesubio, deteniéndose a las afueras de Herculanum y sin penetrar en esta ciudad, aunque las dos siguientes que tuvieron lugar a breves intervalos, causaron un efecto devastador sobre ese poblado, dando muerte prácticamente a todos quienes aún estaban con vida, ya sea que se encontraran refugiados en las casas o que se encotraran en las calles. Seguramente, finas partículas de cenizas mezcladas con emanaciones gaseosas, penetraron entonces en los pulmones de las personas, provocando la asfixia de las mismas. La última de estas oleadas, que fue la más devastadora, entró en esa ciudad hacia las seis de la mañana, matando a todos quienes allí estaban, y provocando también el colapso de las partes altas de las edificaciones.
A la mañana del segundo día, Plinio el Viejo, que tenía intenciones de huir de la zona de Estabia por barco, murió por las emanaciones de gas sulfuroso que recibió en esas circunstancias, y su cuerpo fue encontrado tres días más tarde …
Mientras tanto todo esto acontecía, Plinio el Joven, a instancias de un amigo en Miseno, se resolvió a salir de la ciudad. Y en su segunda carta a Tácito, señaló lo que observó entonces a su alrededor:

Cita : … la mer qui se résorbe, les effondrements de bâtiments et l'obscurité qui progresse, semblant poursuivre la foule des fuyards ; l'après-midi, lorsque la lumière réapparaît, il retourne à Misène ; une épaisse couche de cendre blanche couvre la ville, mais ne l'a pas ensevelie … »
Traducción de la cita : « … el mar que se retira, el desmoronamiento de los edificios, y la oscuridad que avanza como si persiguiera a la multitud que huye ; y por la tarde, cuando la luz reapareció en Miseno, la ciudad estaba cubierta de un manto de ceniza blanca, aunque sin haberla enterrado por completo … »

Y si bien todavía hubo algunos temblores los días siguientes, ello fue muy soportable, pues básicamente entonces la erupción había terminado …

## Víctimas
Ya cuando dieron comienzo las primeras excavaciones en el siglo XVIII, el descubrimiento de esqueletos de víctimas atrapadas y sepultadas en Pompeya, sin duda provocó gran curiosidad y fascinación entre el público, que no puede ser desmentida. Sin embargo y desgraciadamente, este interés no estuvo en lo inmediato acompasado con un enfoque científico que nos pudiera enseñar más sobre el desarrollo de la erupción.
No fue sino hasta 1863 que el excavador Giuseppe Fiorelli tuvo la idea de echar yeso en el hueco dejado al interior del cubrimiento de lapilli y cenizas, fruto de la descomposición de los cuerpos, de modo que una vez retirado el material volcánico, el molde obtenido hacía posible visualizar la posición en la que la muerte había sorprendido a la víctima; así se esperaba poder comprender los últimos esfuerzos hechos por ese ser (humano, perro, caballo …) para evitar la asfixia, por ejemplo, cubriendo su cara con un tejido, o protegiendo su cabeza de alguna forma, etc.
En 1985, Amedeo Cichitti intentó mejorar el método, realizando moldes transparentes en resina, lo que permitiría ver más allá de la forma externa, los esqueletos u otros objetos que la víctima llevaba con ella. Estos resultados no estuviero a la altura de las expectativas, y estas experiencias no se continuaron.

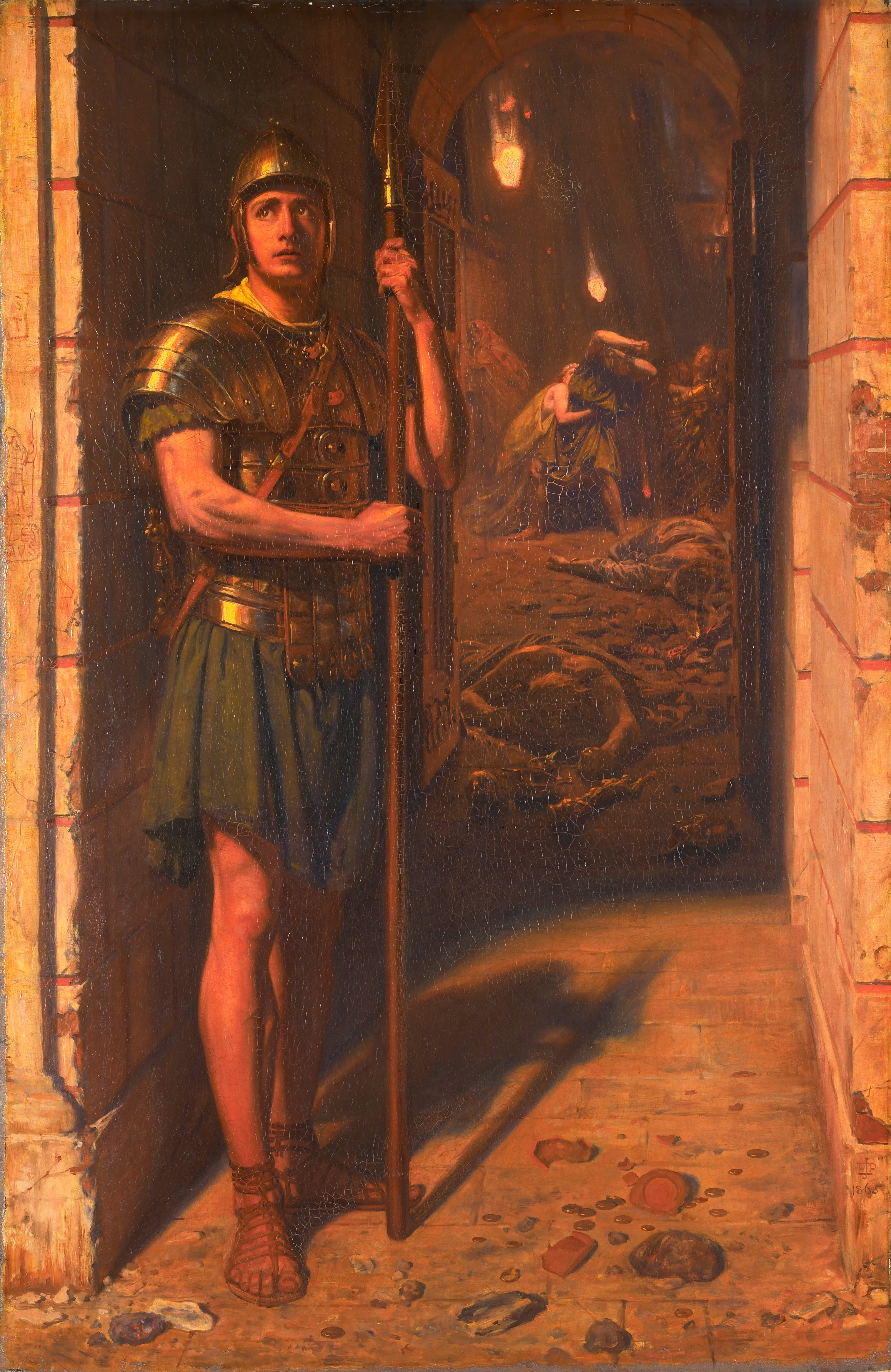
Fiel hasta la muerte, obra de 1865 de Edward John Poynter. Óleo sobre tela (115 cm x 75 cm), Walker Art Gallery (Liverpool).

Un estudio reciente ha aportado informaciones interesantes, tanto sobre el número de víctimas que sucumbieron en Pompeya, como sobre las circunstancias en que ellas murieron, y así como sobre el desarrollo de la erupción. Reconsiderando los informes de excavaciones desde el siglo XVIII en adelante, se puede clasificar a las víctimas de dicho cataclismo en dos categorías, según las respectivas posiciones estratigráficas en que fueron encontrados en los depósitos eruptivos: 
A) aquellos encontrados en la capa de piedras pómez de la primera fase de la erupción 
B) aquellos encontrados en la capa de cenizas de las nubes ardientes que siguieron.
En el primer grupo había 394 cuerpos, la mayoría, 345, dentro de los edificios en donde la gente se había refugiado; y buen número de entre ellos, fueron víctimas del colapso de los techos bajo el peso de las piedras pómez. En el segundo grupo inicialmente se contabilizaron 655 personas, entre las cuales, un número considerable, 319, fueron encontradas al exterior de sus refugios, probablemente porque observando la relativa calma del volcán en la mañana del segundo día, creyeron era un momento adecuado para huir de esa zona, y efectivamente estaban corriendo por las calles y los caminos cuando fueron sorprendidos y muertos por las nubes ardientes que entonces siguieron; posteriormente se fueron descubriendo otros cuerpos de este segundo grupo, hasta contabilizar un máximo de 1049 personas al iniciarse el siglo XXI cuando tres cuerpos en esta situación fueron descubiertos en el año 2002; a este número corresponde agregar un centenar de cuerpos, respecto de los cuales no se poseen informaciones muy precisas del lugar y de las condiciones en que los mismos fueron encontrados.

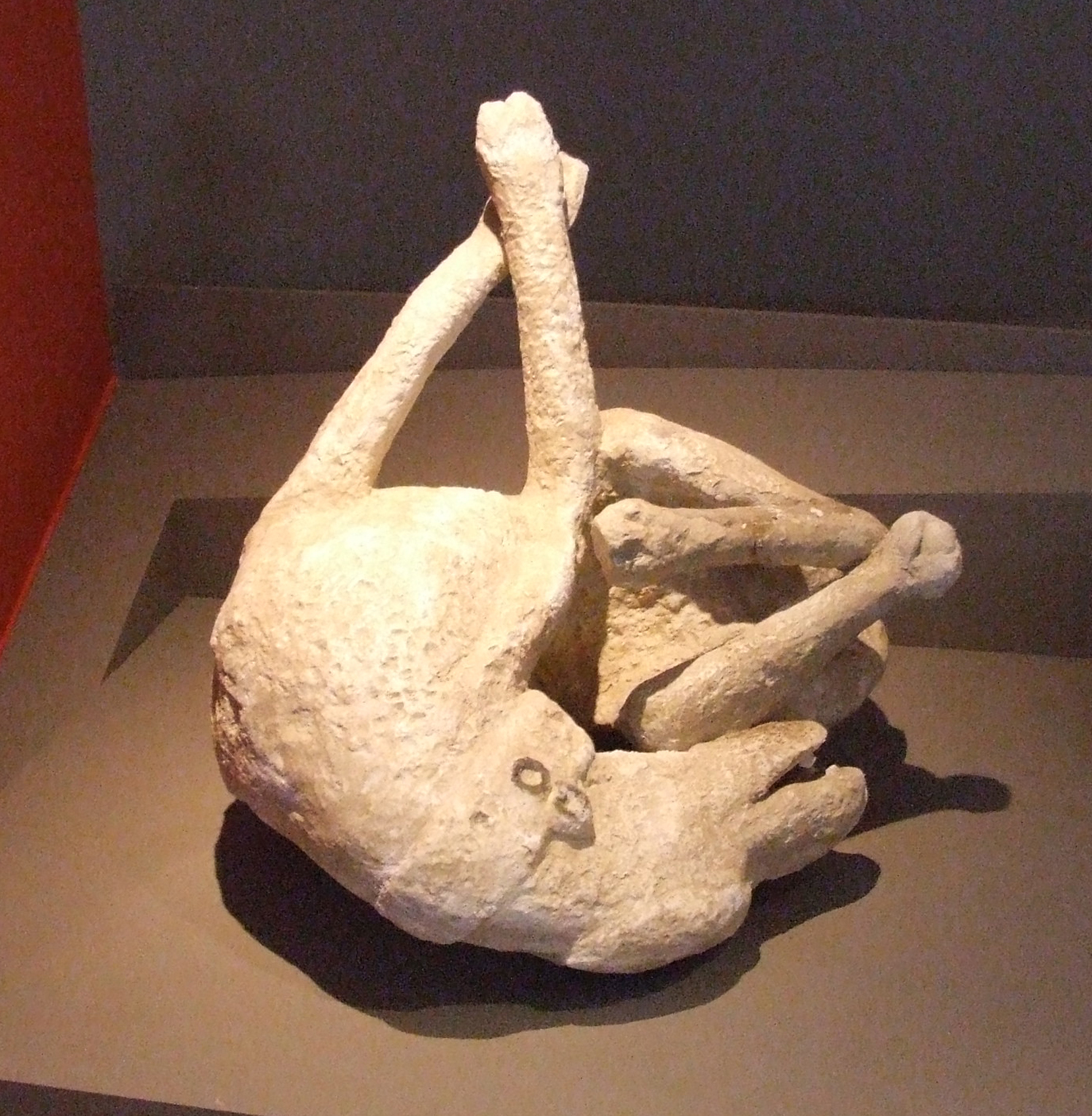
Pompeya: Molde del perro de la casa de Vesonio Primo, muerto durante la erupción del volcán Vesubio del año 79 d.C., todavía llevando el collar con el que estaba atado a una cadena, lo que impidió su huida.

Buen número de cuerpos junto al correspondiente contexto arqueológico donde fueron encontrados, han dado lugar a especulaciones diversas en cuanto a las circunstancias en las que murieron. Corresponde señalar que algunos de los descubrimientos realizados, fueron acompañados de una importante carga emocional, lo que ha dado lugar a leyendas y suposiciones más o menos arbitrarias, inspirando así de diversa forma a artistas y escritores contemporáneos.
Ese fue el caso de un cuerpo descubierto en 1763, en un edículo cercano a la puerta de Herculano, y que las especulaciones atribuyeron al caso de un centinela fiel a su guardia, quien habría sucumbido en esas circunstancias. Concretamente, esto inspiró al pintor británico sir Edward Poynter, quien realizó en 1865 una tela célebre en su tiempo y titulada Fiel hasta la muerte. Por su parte, el escritor estadounidense Mark Twain imaginó un relato muy conmovedor, pero también lejano a la verdad. En efecto, el edículo donde fue descubierto ese cuerpo en 1763, no era un puesto de guardia, sino la tumba de Marco Cerrinio Restituto, en donde un romano de aquel entonces que estaba huyendo, tal vez muy asustado e incapaz de ir más lejos por como se estaban presentando las cosas, se refugió provisoriamente en ese lugar, y terminó por sucumbir bajo los efectos de la nube ardiente que bien pronto se presentaría.

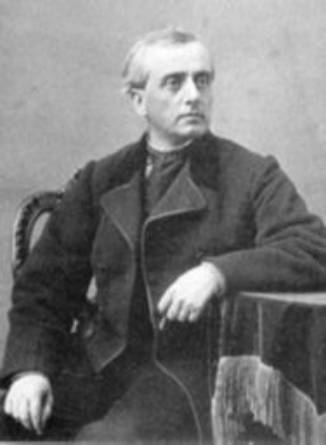
Giuseppe Fiorelli, arqueólogo y numismático italiano, sobre todo conocido por sus métodos de exploración en Pompeya.

Otro descubrimiento realizado en el siglo XVIII, también inspiró muy vivos sentimientos de emoción en los contemporáneos. En efecto, en 1772, se descubrieron los cuerpos de veinte víctimas, una de ellas una joven mujer, en la llamada villa de Diomedes, situada por fuera de la muralla de Pompeya, cerca de la necrópolis de la puerta de Herculano; esta residencia se cree que pertenecía a M. Arrio Diomedes. En esa época, el método del moldeo en yeso de Giuseppe Fiorelli aún no había sido desarrollado, aunque fue posible sin embargo, conservar la huella del pecho y de los brazos de la mujer, los que actualmente se encuentran en el Museo Arqueológico Nacional de Nápoles.
En 1850, el poeta, dramaturgo y novelista francés Théophile Gautier, en oportunidad de un viaje que hizo a Italia, supo de esta historia y vio la huella del pecho y de los brazos de la joven, y bajo los efectos de la fuerte emoción que esto le provocó, concibió la idea de hacer de ella la heroína de un cuento o novela corta a la que llamaría Arria Marcella. Un esqueleto de mujer, llevando ricas joyas, y encontrada en una sala del cuartel de los gladiadores, está en el origen de otra de las historias más conmovedoras y vendidas, donde se plantea que se trataría de «una dama noble, que habría acudido a ese lugar para testimoniar su admiración a cierto héroe de la arena», y que allí habría sido sorprendida por la erupción del volcán, justo cuando pensaba entregarse por entero a su amante.
Si bien no es posible descartar completamente la veracidad de esta historia y de su contexto, debe admitirse que es poco probable que en la misma sala fueran encontrados otros dieciocho cuerpos, y que precisamente el de la rica pompeyana se encontrara algo alejado del resto del grupo, y cerca de la entrada. Más bien, las posiciones relativas de todos estos cuerpos, induce a pensar que la dama, espontáneamente, entró intentando refugiarse en ese lugar pocos instantes antes de morir. Asimismo, en esa sala fueron encontradas deposiciones orgánicas de caballos y perros, lo que da idea del uso que se daba a ese lugar en aquellos distantes días, muy alejado por cierto del que se hubiera elegido para una cita romántica.
También se han encontrado restos de animales, como caballos, asnos, cerdos y perros. Especialmente famoso es el molde de un perro guardián, encontrado en 1874 en la casa de Vesonio Primo. Encadenado a una estaca detrás de la puerta principal, el animal fue trepando sobre la capa de ceniza que se iba acumulando en el pasillo al caer desde la abertura del compluvium, al llegar al tope la cadena se acostó panza arriba torciendo cabeza y cuello para tratar de liberarse pero en vano, sucumbiendo asfixiado por la ceniza. 

## Producciones filmicas
La destrucción de Pompeya aparece representada a lo largo de muchos años en las varias adaptaciones fílmicas de la novela Los últimos días de Pompeya:
- 1900, dirigida por Walter R. Booth.
- 1908, dirigida por Arturo Ambrosio y Luigi Maggi.
- 1926, dirigida por Carmine Gallone y Amilto Palermi.
- 1935, dirigida por Ernest B. Schoedsack.
- 1950, dirigida por Marcel L'Herbier y Paolo Moffa.
- 1959, dirigida por Mario Bonard .
- 1984, Los últimos días de Pompeya (serie de televisión) dirigida por Peter R. Hunt.

Igualmente aparece en el docudrama del 2003  Pompeii: The Last Day (TV) del director  Peter Nicholson ,  en la serie de televisión Pompeya (Pompeya: ayer, hoy, mañana) del 2007 dirigida por  Paolo Poeti, también del mismo año en la producción para televisión  Pompei (2007) del director Giulio Base, así como en la película Pompeii (2014) de Paul W. S. Anderson.